# MTV Tres
Az MTV Tres (tr3́s-ként írva) az Amerikai Egyesült Államokban sugárzott angol nyelvű bikulturális televíziós kábelcsatorna, az MTV Networks tagja. Fő profilja az amerikai popzene egyesítése, és a latin-amerikai kultúra terjesztése. Célközönsége a latin-amerikaiak, illetve az USA-ban élő spanyol ajkú népesség. A csatorna elsősorban a 12-34 éves korosztályt célozza meg.

## Történet
Az MTV Tres 2006. szeptemberben alakult az MTV en Español („MTV Spanyolul”) és a MÁS Música („Még több zene”) zenei csatornák egyesítésével; a sugárzás nyelvét angolra változtatták. Indítását hivatalosan a 2006-os Video Music Awardson Jennifer Lopez jelentette be. Első műsora a My TRL (Mi TRL) video-slágerlista volt.

### MTV Español
1998-ban az MTV Networks új kábeles csatornát indított el MTV S néven, majd 2001-ben az MTV elindította az MTV Español csatornát, ahol latin rock, és pop művészek videói láthatók.

### Más Música
A csatorna 1998-ban alakult, egy amerikai kábeles over the air szolgáltatás részeként működött. Elsősorban latin-amerikai zenei videók, közöttük salsa, cubia, regionális mexikói és kortárs spanyol művészek videóit mutatták be. A csatornát 2005 decemberében felvásárolta a Viacom csoport.

### Tr3s
A csatorna hivatalosan 2006 szeptemberében indult el, és ekkor vált elérhetővé az összes kábelhálózat számára, illetve műholdon is megkezdte terjesztését. 2006. szeptember 25-én az MTV Español és Más Música összeolvadt, és Tr3s néven működik tovább.

## Logó
A csatorna logójában az MTV logója, valamint a „tr3s” felirat szerepel sárga, piros és barna színű betűkkel. Érdekesség, hogy – a spanyol nyelv szimbolizálására – a logóban egy ékezet szerepel a hármason, amikor valójában a spanyol tres szót nem írják ékezettel.